# World Of Grey
World Of Grey is het vierde conceptalbum van 'The Aurora Project' door Freia Music. De band begon met de opnames in het najaar van 2016 en brachten het album 10 december 2016 uit. 
Het conceptalbum beschrijft de spanning tussen een gevestigde wereldorde en het volk, waarbij de laatste het onderspit zal delven. Middels toenemende afluisterpraktijken en restricties op gebied van media en internet, wordt het volk op slinkse wijze de mond gesnoerd en vrijheid aan banden gelegd. Van democratie is geen sprake meer en een grijze deken van controle en onderdrukking daalt neer over de wereld. 

## Nummers
1. "Expect Us" − 5:37
2. "Warmongers" − 8:18
3. "Stone Eagle" − 7:02
4. "A Deadly Embrace" − 6:26
5. "Media Puppets" − 4:47
6. "World Of Grey" − 6:33
7. "Circles In The Water" − 9:03
8. "Dronewars" − 7:51

## Band
- Dennis Binnekade - Zanger
- Remco van den Berg - Gitarist en achtergrondzang
- Rob Krijgsman - Bassist
- Marcel Guijt - Toetsenist
- Joris Bol - Drummer